# 1932年世界大賽
1932年的世界大賽是近代大聯盟所舉行的第29屆年度總冠軍賽。這一次是由紐約洋基與芝加哥小熊交手，洋基隊以四戰全勝贏得隊史第6座獎盃。
這個系列戰最為人所知的是第三戰所出現的「貝比·魯斯的全壘打預告」（Babe Ruth's Called Shot）傳說。根據報導指出，魯斯在第三戰的第三個打席擺出了伸手指指向中外野露天看臺的姿勢，很明顯地預告他就是要將球擊向那個方向，而且下一球他真的把球打到他所指的地方。後來許多記者在新聞中寫下：魯斯做到了他的「全壘打預告」。這是美國職棒史上最為人津津樂道的一個事件，但也是長久以來最具爭議的事件之一。魯斯到底指向什麼地方？中外野？對方投手？還是小熊隊板凳區？雖然1990年代出現了一堆關於這件事的影片，不過都沒有得出任何明確的結論。
其實這個系列戰早在這個「全壘打預告」之前就已經鬧得紛紛攘攘了，可以說是史上叫罵最激烈的一次。最初是因為在八月下旬轉隊到小熊隊的前洋基游擊手，他貢獻了0.353的打擊率以及穩定的內野防守，不過小熊隊的其他隊友投票決定世界大賽的分紅只願意給他該得的一半。當還在洋基的好友聽到這件事時，就開始在媒體上批評小熊隊的球員很「吝嗇」。魯斯的批評更是激怒了小熊隊球員，他叫他們「小氣鬼」（cheapskates）。諷刺地是，最後因傷而無法在世界大賽中出賽。
總教練：（洋基）、與（小熊）。
裁判：、（美聯）、（國聯）、（美聯）、（國聯）。

## 總結
美聯 紐約洋基（4）- 國聯 芝加哥小熊（0）
| 場次 | 比數            | 日期    | 地點       | 觀眾   |
| ---- | --------------- | ------- | ---------- | ------ |
| 1    | 小熊 6，洋基 12 | 9月28日 | 洋基體育場 | 41,459 |
| 2    | 小熊 2，洋基 5  | 9月29日 | 洋基體育場 | 50,709 |
| 3    | 洋基 7，小熊 5  | 10月1日 | 瑞格利球場 | 49,986 |
| 4    | 洋基 13，小熊 6 | 10月2日 | 瑞格利球場 | 49,844 |

## 逐場結果

### 第一戰：9月28日
| 球隊                          | 1 | 2 | 3 | 4 | 5 | 6 | 7 | 8 | 9 | R  | H  | E |
| ----------------------------- | - | - | - | - | - | - | - | - | - | -- | -- | - |
| 芝加哥小熊                    | 2 | 0 | 0 | 0 | 0 | 0 | 2 | 2 | 0 | 6  | 10 | 1 |
| 紐約洋基                      | 0 | 0 | 0 | 3 | 0 | 5 | 3 | 1 | x | 12 | 8  | 2 |
| 勝投：（1W） 敗投：（1L）     |   |   |   |   |   |   |   |   |   |    |    |   |
| 全壘打：盧·賈里格（4下，2分） |   |   |   |   |   |   |   |   |   |    |    |   |

### 第二戰：9月29日
| 球隊                      | 1 | 2 | 3 | 4 | 5 | 6 | 7 | 8 | 9 | R | H  | E |
| ------------------------- | - | - | - | - | - | - | - | - | - | - | -- | - |
| 芝加哥小熊                | 1 | 0 | 1 | 0 | 0 | 0 | 0 | 0 | 0 | 2 | 9  | 0 |
| 紐約洋基                  | 2 | 0 | 2 | 0 | 1 | 0 | 0 | 0 | x | 5 | 10 | 1 |
| 勝投：（1W） 敗投：（1L） |   |   |   |   |   |   |   |   |   |   |    |   |

### 第三戰：10月1日
| 球隊                                                                                                 | 1 | 2 | 3 | 4 | 5 | 6 | 7 | 8 | 9 | R | H | E |
| --- | - | - | - | - | - | - | - | - | - | - | - | - |
| 紐約洋基                                                                                             | 3 | 0 | 1 | 0 | 2 | 0 | 0 | 0 | 1 | 7 | 8 | 1 |
| 芝加哥小熊                                                                                           | 1 | 0 | 2 | 1 | 0 | 0 | 0 | 0 | 1 | 5 | 9 | 4 |
| 勝投：（1W） 敗投：（1L） 救援成功：（1SV）                                                          |   |   |   |   |   |   |   |   |   |   |   |   |
| 全壘打：貝比·魯斯（1上，3分；5上，1分）、盧·賈里格（3上，1分；5上，1分）、（3下，1分）、（9下，1分） |   |   |   |   |   |   |   |   |   |   |   |   |

### 第四戰：10月2日
| 球隊                                                       | 1 | 2 | 3 | 4 | 5 | 6 | 7 | 8 | 9 | R  | H  | E |
| ---------------------------------------------------------- | - | - | - | - | - | - | - | - | - | -- | -- | - |
| 紐約洋基                                                   | 1 | 0 | 2 | 0 | 0 | 2 | 4 | 0 | 4 | 13 | 19 | 4 |
| 芝加哥小熊                                                 | 4 | 0 | 0 | 0 | 0 | 1 | 0 | 0 | 1 | 6  | 9  | 1 |
| 勝投：（1W） 敗投：（1L） 救援成功：（2SV）                |   |   |   |   |   |   |   |   |   |    |    |   |
| 全壘打：（1下，3分）、（3上，2分；9上，2分）、（9上，1分） |   |   |   |   |   |   |   |   |   |    |    |   |

## 貝比·魯斯的全壘打預告
當系列戰於紐約市開打之後，小熊隊球員反唇相譏，罵魯斯胖到快完蛋。特別是第一戰的先發投手，罵得更是惡毒，叫他「黑鬼」。這種風涼話持續了整個系列戰。洋基贏了前兩場之後，比賽回到芝加哥繼續進行。芝加哥當地的報紙重新刊出魯斯的話，使得整個城市瘋狂地討厭他。甚至當魯斯離開旅館的時候，一個婦女還對他老婆吐口水；當第三戰開始在外野熱身的時候，一些粗暴的小熊球迷還朝著魯斯的方向丟擲柠檬。
第三戰於依利诺伊州芝加哥的小熊隊主場瑞格利球場舉行，當天天氣晴朗，將近五萬名小熊隊球迷塞滿了觀眾席。在比賽即將開始之前，魯斯和盧·賈里格故意在打擊練習的時候展現火力，魯斯將九個球打出全壘打牆，賈里格則是打了七個。當魯斯在打擊練習的時候，他說：「我寧願拿一半薪水也不要在這種環境下打球。」
小熊隊先發投手在第三戰第一局就投得很辛苦。首兩位打者均安全上壘，接下來的魯斯更是一棒將球擊出中右外野全壘打牆外，讓洋基以3比0領先。當他跑壘時，全場小熊球迷很不客氣地一波一波噓他。盧·賈里格在第三局補上一支全壘打，洋基以4比1領先。不過小熊隊在第4局追平了比數，而且追平分是靠著右外野的二壘安打，加上魯斯的一次搞笑飛撲接球而得到的。
第五局，輪到魯斯上場打擊，全場數以千計的球迷開始對魯斯大吼，小熊隊球員也站在休息區的台階無情地對魯斯吼叫。投出的第一球是個好球，魯斯沒有揮棒，這讓全場球迷爆出一陣歡呼。魯斯看著小熊隊休息區，豎起右手一根手指示意。接下來兩球沒投好，讓群眾稍稍安靜一下，然後又是一記好球，魯斯沒有揮棒，使得群眾再度爆出更熱烈的歡呼聲。魯斯向休息區的小熊隊球員搖搖手，然後又豎起兩根手指。他開始對大叫，這個時候魯斯擺出一個指向、中外野、或是小熊隊板凳區的姿勢。小熊隊捕手說他聽到魯斯說：「只要一球就夠了。」然後站上打擊區。賈里格則是說他聽到魯斯對大叫：「我要把下一球直接打中你天殺的喉嚨！」
接下來投出的是一顆變速曲球，魯斯把球直接打向中外野旗竿方向，大約飛行了440呎。這個距離可以說是當時在瑞格利球場所擊出最遠的全壘打。當他繞過一壘時，魯斯向小熊隊休息區搖搖手；當他繞過三壘的時候，他向突然靜下來的小熊隊板凳區做出嘲弄的手勢。當時坐在本壘板後方的富兰克林·德拉诺·罗斯福（後來的第32屆美国总统小羅斯福）在觀看魯斯跑壘的時候還笑了幾聲。當魯斯回到本壘的時候，他再也無法忍住笑意。當他回到休息區的時候，也受到所有隊友熱烈的輕拍與歡迎。
下一棒盧·賈里格也跟隨著魯斯的腳步將球擊出右外野，這也是他這一場的第二支全壘打，投手也因而被換下場。洋基最後以7比5贏得這場比賽。第二天，洋基以13比6痛電失去鬥志的小熊隊，以四戰全勝橫掃對手。
這也是魯斯傑出職棒生涯裡最後一次參加的世界大賽。

### 起源
要不是記者的話，魯斯第三戰的第二支全壘打可能就此塵封在棒球歷史之中。
Williams是個受人尊敬但固執己見的體育版編輯，當時為報務部門工作。在比賽當天的晚報裡，在《紐約世界電報》（New York World-Telegram）為他的報導下了這樣的標題：「魯斯預告並擊出了第二支全壘打。」的故事提到，「魯斯在第五局，小熊隊球員從板凳區無情地言語騷擾他的時候，用手指指向中外野，並擊出一記讓全場尖叫的飛球，直接飛向從來沒有球飛到過的地方。」很顯然地，是當天唯一提到魯斯伸手指向中外野的。也許是因為報紙廣大的發行量賦予這個故事生命，因為許多人在讀過他的文章後深信這是事實。幾天之後，類似的文章開始湧現，有些記者甚至沒去觀戰也寫說魯斯作出全壘打預告。
當時，魯斯並沒有給出明確的答案。最初他說他是指向小熊隊休息區，告訴他們他還有一個好球。在另一次訪問（負責採訪的是受人尊敬的芝加哥體育記者）裡，魯斯說他沒有指向特定方向，他只是想讓球飛遠一點。然而不久之後，很懂媒體的魯斯開始跟著故事走，說他有作出全壘打預告，而且之後他口述的版本可以說是越來越戲劇化。在一則新聞短片裡，魯斯的聲音在「全壘打預告」的場景中說到：「我指了指……我說我會把下一球打到旗竿之外，而且神會與我同在的！」在他1947年出版的自傳裡，魯斯的版本更加進了他在比賽前一晚就作夢夢到這支全壘打了。他解釋說他對小熊隊一直侮蔑他感到心煩，特別是有人對他老婆吐口水的時候，所以他決定做出反擊。魯斯不僅說過他故意在兩好球之後伸出手指中外野，他甚至曾經說過他在投出第一球之前就指了。
多年來還有許多其他人幫助這個故事不斷地流傳下來。例如（全壘打預告）當時為工作的，後來（1947年）寫了一本大受歡迎不過有修飾過的貝比魯斯傳記。在書中寫道：「他伸手指向中外野。有些人認為從姿勢來看其實是指向。有些人則是認為他只是要讓小熊隊板凳區的球員知道他還剩下一個好球。魯斯本人在這幾年內則是換了好幾次不同的說法……不論這個姿勢原本的目的為何，結果正如他們好莱坞說的那樣，從細微之處見偉大。」
儘管在比賽當天寫的文章是這整個傳奇故事的來源，不過在後來的歲月裡，他本人則是對魯斯作出全壘打宣告這件事的真實性改採懷疑的態度。
儘管如此，這個全壘打預告在1948年的電影上映之後便深植人心。這部電影由William Bendix飾演魯斯，主要改編自他的自傳，所以對全壘打預告這件事的真實性深信不疑。在電影（普遍認為是部爛片）裡，指向中外野的動作太過於做作，所以讓人覺得很可笑。

### 目擊者的證言
眾多目擊者的報告同樣地不確定，充斥著各式各樣的觀點，而且很多都被偏見所扭曲。
「如果他真的指向看臺，那麼我就會是第一個到處講的人。」——小熊隊捕手。
「不要相信其他人告訴你的不同觀點。貝比的確指了看臺。」——小熊隊播報員。
「貝比的手指是碰巧指向中外野，他的意思其實是他還剩一個好球。」——洋基隊內野手。
「從我們的板凳區對貝比展開了一長串的嚴詞批評。貝比轉過來指著我們的休息區——毫無疑問是因為的話。我不想破壞一個好故事，不過其實貝比手指指的是投手丘。當他伸出手指的時候，我還聽到魯斯（對）咆哮道：『明天你也會上場，我看到時候你要拿我怎麼辦。』」——小熊隊一壘手兼教練。
「貝比用右手舉起球棒指向右外野，不是中外野。他的確有作全壘打預告。」——洋基隊投手。
「貝比的確有用手指，我確定。他真的有舉起他的右手。他的意思是他已經擊出一支全壘打。至於指向中外野……不，他沒有。你應該很明白打擊者在兩好球之後不會說自己即將在下一球擊出全壘打吧。」——小熊隊游擊手。
「不要相信其他人告訴你貝比沒有指。在昨晚我們的旅館房間裡，貝比告訴我他用手指指過哪些渾蛋，『看看他們能夠用幾種方法讓我出局。』」——洋基隊教練。
這個全壘打預告特別讓感到厭煩。的生涯表現不錯，有超過200勝，不過將來他被世人記住的原因只會是被魯斯擊出這支事先預告的全壘打的投手，這讓他感到心煩。當有人請他在1948年一齣談論魯斯的電影裡飾演他本人時，他回絕了，因為影片裡會出現魯斯手指中外野的場景。說道：「魯斯在打擊前並沒有用手指向籬笆。如果他真的擺出這個姿勢，嗯，任何熟悉我的人就會知道，下一球會直接打在魯斯的大屁股上。這個傳說是後來才冒出來的。」直到死前都還是激動地否認魯斯曾經用手指指向中外野。

### 重新出現的16毫米影片
在1970年代，出現了一部品質粗糙的16毫米家庭影片，它因為拍到了全壘打預告的場面而受到矚目，也許它能夠結束這個維持幾十年的爭論。這部影片是由業餘導演所拍攝的，他在這些年來只放映給家人及好友看過。當的大孫子看到1975年一篇懷疑魯斯的全壘打預告的文章後，他開始流出一些從影片翻拍的照片，其中有幾張在1980年代的大型刊物中刊登。直到1994年2月，這部影片才在（福斯）電視網上播映。1994年下半年，影片的片段也出現在導演一系列關於棒球的紀錄片之中。
的影片是由本壘板與三壘間的內野區看臺拍攝的。觀眾可以清楚地看見魯斯擺出的姿勢，不過還是無法清楚地分辨他所指的方向。許多原本懷疑的人在看過影片之後變成相信這個全壘打預告，然而，還是有人保持懷疑的態度。有些人看了之後覺得魯斯的手比較像是指向左外野，也就是小熊隊的板凳區。其他仔細研究過影片的人則是認為魯斯在投手投球之前很快地指了指投手，或是中外野。相信影片顯示魯斯用手指指向中外野，而且在這個打席裡一共朝這個方向指了四次。
1999年的時候，又出現了另一部關於全壘打預告的16毫米影片。這部影片是由所拍攝，而且諷刺地是，這一場是唯一到現場觀戰的大聯盟比賽。影片的播映權賣給ESPN，後者在2000年的《世紀運動員》（Athletes of the Century）系列節目裡將這段影片播出。的影片並不像有很多人看過，不過看過影片的人公開發表的意見大多是認為魯斯並沒有作出全壘打預告。
「神話已死。」製作人如此說道，「他很清楚地指向小熊隊休息區。他不是指向中外野。」
「對我來說看起來他好像是指向小熊隊休息區。如果他是指向看臺，那麼他的手就得抬高一點。」這句話是把這部影片公諸於世的人，的大外甥。
《洋基世紀》（Yankees Century）一書的作者也相信影片的結論——這支全壘打並不是預告後的產物。
除了來自小熊隊球員和球迷的辱罵之外，魯斯後來說擊出這支名聞遐邇全壘打的這天是他生命中最有趣的一天。有一次他長年的好友（曾任大聯盟執行長）想要從魯斯口中套出真相。問他：「你真的伸出手指指向看臺嗎？」魯斯含糊其詞地回答說：「報紙都這麼寫了，不是嗎？」也許魯斯並沒有作出全壘打宣告，不過這支全壘打可能是他生涯裡最輝煌的一刻。

### 其他參考這件事的電影
在電影《大聯盟》（Major League）的片尾高潮戲裡，印地安人捕手在打擊時用手指向外野看臺，很明顯地是在模仿魯斯的全壘打預告。諷刺地是，他們那一場的對手是洋基隊。

## 冷知識
在全壘打預告事件過後不久，芝加哥的一家糖果公司（它是品牌糖果棒的製造商）在小熊隊球場附近（Sheffield Avenue）一棟大樓的屋頂架設了一巨幅廣告看板，上面寫著以及公司名稱，正好就是魯斯全壘打飛出去的方向。這個招牌直到1970年代才被拿下。在這之前，小熊隊球迷每次到主場看球，都得忍受被這個標誌提醒他們全壘打預告這件事。
在2005年一支百威啤酒的電視廣告裡也出現了全壘打預告的場景。不過打擊者手指不是指向中外野，而是指向販賣百威啤酒的小販。

## 註記
1. ↑  . Retrosheet.   [September 13, 2009]. （原始内容存档于2015-09-24）.
2. ↑  . Retrosheet.   [September 13, 2009]. （原始内容存档于2015-09-24）.
3. ↑  . Retrosheet.   [September 13, 2009]. （原始内容存档于2020-11-04）.
4. ↑  . Retrosheet.   [September 13, 2009]. （原始内容存档于2015-09-24）.

## 外部連結
- Baseball Almanac網站上關於1932年世界大賽的頁面（页面存档备份，存于）
- MLB官網裡的1932年世界大賽頁面（页面存档备份，存于）
- Baseball Reference 網站上關於1932年世界大賽的頁面（页面存档备份，存于）
- 魯斯《全壘打預告》這部家庭電影的資訊（页面存档备份，存于）
- 1932年世界大賽逐場比賽結果以及每一球詳細紀錄[]